# José Ignacio Durán Segura
José Ignacio Durán de Huerta y Gastelú Segura (Puebla, 21 de junio de 1799-Ciudad de México, 19 de abril de 1868). Fue un médico del siglo XIX. Sus padres fueron José Ignacio Durán de Huerta Gastelu y María de la Luz Segura. 
En su ciudad natal realizó sus estudios profesionales, en el Hospital de San Pedro; en 1820 obtuvo el grado de maestro en el Real Colegio de Cirugía de la Ciudad de México y luego ingresó a la Facultad de Medicina de la Universidad. Ignacio Duran fue vocal fundador del Establecimiento de Ciencias Médicas; en 1834 es nombrado diplomático; fue enviado a Francia como secretario de la legación mexicana y más tarde a Italia con el mismo cargo. Se incorporó a la docencia en el Establecimiento en 18382 y en 1841 fue profesor sustituto de patología externa, adquiriendo la titularidad en 1845, año en el que también impartió medicina legal. Fue Miembro Fundador de la Academia Nacional de Medicina en 1864, donde fungió como Vicepresidente, los años 1865 y 1866. Cabe señalar que era melómano, Fundó la Sociedad Filarmónica Mexicana, antecedente del Conservatorio Nacional de Música. Durante su gestión como director de la Escuela de Medicina ocurrió la invasión norteamericana de 1847, durante la cual el ejército ocupó el Colegio de San Juan de Letrán de México, que era el lugar donde se ubicaba la ya Escuela de Medicina, nombre que por decreto se le había otorgado el 24 de enero de 1842, y Nacional, se convierte en 1843. En 1851, el doctor Duran y los profesores de la escuela, contribuyen con sus sueldos a la compra del ex Convento de San Hipólito, el cual dos años después el presidente de la República, Antonio López de Santa Anna ordenó que lo desalojaran y “dispone trasladar la Escuela al Hospital de Terceros, a San Gregorio y al Colegio de San Ildefonso sucesivamente”; el primero de estos tres recintos perteneciente a la orden franciscana y el segundo, Colegio para indios dirigido por jesuitas; también sufrían dificultades debidas a los vaivenes políticos de la época.
Posteriormente, viene un acontecimiento de gran envergadura siendo Director el doctor Duran: la compra del antiguo Palacio de la Inquisición cuya escritura se firmó el 7 de junio de 1854. Se señala que constituyó el nacimiento de otra etapa de la historia de la  Escuela Nacional de Medicina que da mayor solidez a la formación de médicos y cerca del final del siglo XIX el doctor Víctor Lucio escribe: “Curioso contraste del destino; un edificio que por tantos años sirvió de albergue a una institución de muerte y desolación, vino a servir de asilo a un grupo de apóstoles de la ciencia cuya misión es prolongar la vida del hombre, aliviar sus males y llevar sosiego y tranquilidad al seno del hogar”. De igual manera ocurren modificaciones en los planes de estudio, se reporta la creación de la cátedra de química, asignada volvió al Salón de Actos, después al vestíbulo del mismo y, finalmente, al sitio actual, el 25 de agosto de 1950, en el descanso de la escalera monumental de la antigua Escuela. El doctor Duran falleció el 18 de abril de 1868 y su cadáver fue velado en la Escuela Nacional de Medicina y sepultado en el Panteón de San Fernando.